# Ельмар Гасимов
Ельмар Гасимов (азерб. Elmar İlqar oğlu Qasımov; нар. 2 листопада 1990, Хирдалан, Азербайджан) — азербайджанський дзюдоїст, срібний призер Олімпійських ігор 2016 року, призер чемпіонатів Європи.

## Виступи на Олімпіадах
| Олімпіада | Дисципліна | Місце |
| --------- | ---------- | ----- |
| Ріо 2016  | до 100 кг  | 2     |